# Hyæna
Pour les articles homonymes, voir Hyaena.
Albums de Siouxsie and the Banshees
Nocturne
(1983) Tinderbox
(1986)
Hyæna est le sixième album studio de Siouxsie and the Banshees, coproduit par Mike Hedges et sorti en juin 1984. Il a été remasterisé en 2009 avec des bonus inédits pour une sortie en CD.
Hyæna est le seul album studio du groupe avec comme guitariste / compositeur, Robert Smith de The Cure, les autres membres étant Siouxsie, Steven Severin et Budgie.
En France, lors de sa sortie, Jean-Eric Perrin écrit dans Best : « Moins sulfureux, moins violent qu’auparavant, le groupe à-part atteint une certaine sérénité dans l’amplitude et le théâtral. Arrangements raffinés, tempos plus tranquilles, vocaux plus doux ; on nage, à l’écoute d’Hyaena dans un monde de rêve un peu figé et très anglais, un monde à la Lewis Carroll, rempli d’animaux surprenants et de personnages éthérés. Il y a des moments de calme très majestueux, et des chevauchées fantastiques, c’est l’anti pop et l’anti rock par excellence».
La rythmique jouée au piano sur Swimming Horses, sera réutilisée l'année suivante par Robert Smith sur le titre Six Different Ways, de l'album The Head on the Door de The Cure.

## Liste des titres
1. Dazzle
2. We Hunger
3. Take Me Back
4. Belladonna
5. Swimming Horses
6. Bring Me the Head Of the Preacher Man
7. Running Town
8. Pointing Bone
9. Blow the House Down

## 2009 édition remasterisée liste des bonus inédits
1. Dear Prudence
2. Dazzle (Glamour Mix)
3. Baby Piano (Part One - unreleased track)
4. Baby Piano (Part Two - unreleased track)